# Elaine Tanner
Pour les articles homonymes, voir Tanner.
Elaine Tanner, née le 22 février 1951 à Vancouver, est une nageuse canadienne.

## Carrière
Elaine Tanner participe aux Jeux de l'Empire britannique et du Commonwealth de 1966 ; elle remporte quatre médailles d'or (110 yards papillon, 220 yards papillon, 440 yards 4 nages et 4x110 yards nage libre) et trois médailles d'argent (110 yards dos, 220 yards dos et 4x110 yards 4 nages). Elle obtient cette année-là le trophée Lou Marsh.
Aux Jeux panaméricains de 1967, elle obtient deux médailles d'or (100 et 200 mètres dos) et trois médailles d'argent (100 mètres papillon, 4x100 mètres nage libre et 4x100 mètres 4 nages)
Elle fait partie de la délégation canadienne présente aux Jeux olympiques de 1968 ; elle  est médaillée d'argent du 100 mètres dos et du 200 mètres dos et médaillée de bronze du relais 4x100 mètres nage libre.
Elle intègre l'International Swimming Hall of Fame en 1980.